# Araeosoma
Araeosoma is een geslacht van zee-egels uit de familie Echinothuriidae.

## Soorten
- Araeosoma alternatum Mortensen, 1934
- Araeosoma anatirostrum Anderson, 2013
- Araeosoma bakeri Anderson, 2013
- Araeosoma belli Mortensen, 1903
- Araeosoma bidentatum Anderson, 2013
- Araeosoma coriaceum (A. Agassiz, 1879)
- Araeosoma eurypatum A. Agassiz & H.L. Clark, 1909
- Araeosoma fenestratum (Thomson, 1872)
- Araeosoma leppienae Anderson, 2013
- Araeosoma leptaleum A. Agassiz & H.L. Clark, 1909
- Araeosoma migratum Anderson, 2013
- Araeosoma owstoni Mortensen, 1904
- Araeosoma parviungulatum Mortensen, 1934
- Araeosoma paucispinum H.L. Clark, 1925
- Araeosoma splendens Mortensen, 1934
- Araeosoma tertii Anderson, 2013
- Araeosoma tessellatum (A. Agassiz, 1879)
- Araeosoma thetidis (H.L. Clark, 1909)
- Araeosoma violaceum Mortensen, 1903

## Uitgestorven
- Araeosoma brunnichi Ravn, 1928 †
- Araeosoma mortenseni Ravn, 1928 †